# Valle de Oca
Valle de Oca ist eine Gemeinde (municipio) mit 163 Einwohnern (Stand: 2024) im Osten der spanischen Provinz Burgos in der Autonomen Gemeinschaft Kastilien-León. Die Gemeinde gehört zur bevölkerungsarmen Region der Serranía Celtibérica. Zur Gemeinde gehören die Ortschaften Cueva Cardiel, Villanasur Río de Oca, Villalómez, Mozoncillo de Oca, Villalbos und Villalmondar. Der Verwaltungssitz befindet sich in Villanasur Río de Oca.

## Lage und Klima
Der Ort Valle de Oca liegt am Oca am Fuß der Montes de Ayago etwa 28 km (Fahrtstrecke) ostnordöstlich von Burgos in einer Höhe von ca. 865 m. Das Klima ist gemäßigt bis warm; Regen (ca. 781 mm/Jahr) fällt hauptsächlich im Winterhalbjahr.

## Bevölkerungsentwicklung
| Jahr      | 1970 | 1981 | 1991 | 2001 | 2011 | 2021 |
| Einwohner | 397  |      | 223  | 226  | 175  | 169  |

## Sehenswürdigkeiten
- Kirche von Villalmondar
- Kirche San Cucufate (Iglesia de San Cucufate) in Cueva Cardiel
- Viktorskirche (Iglesia de San Victor Martír) in Villanasur Río de Oca
- Thomaskirche (Iglesia de San Tomás Apóstol) in Villalbos
- Julianus-und-Basilisa-Kirche (Iglesia de San Julián y Santa Basilisa) in Villalómez
- Kirchenruine von Mozoncillo de Oca

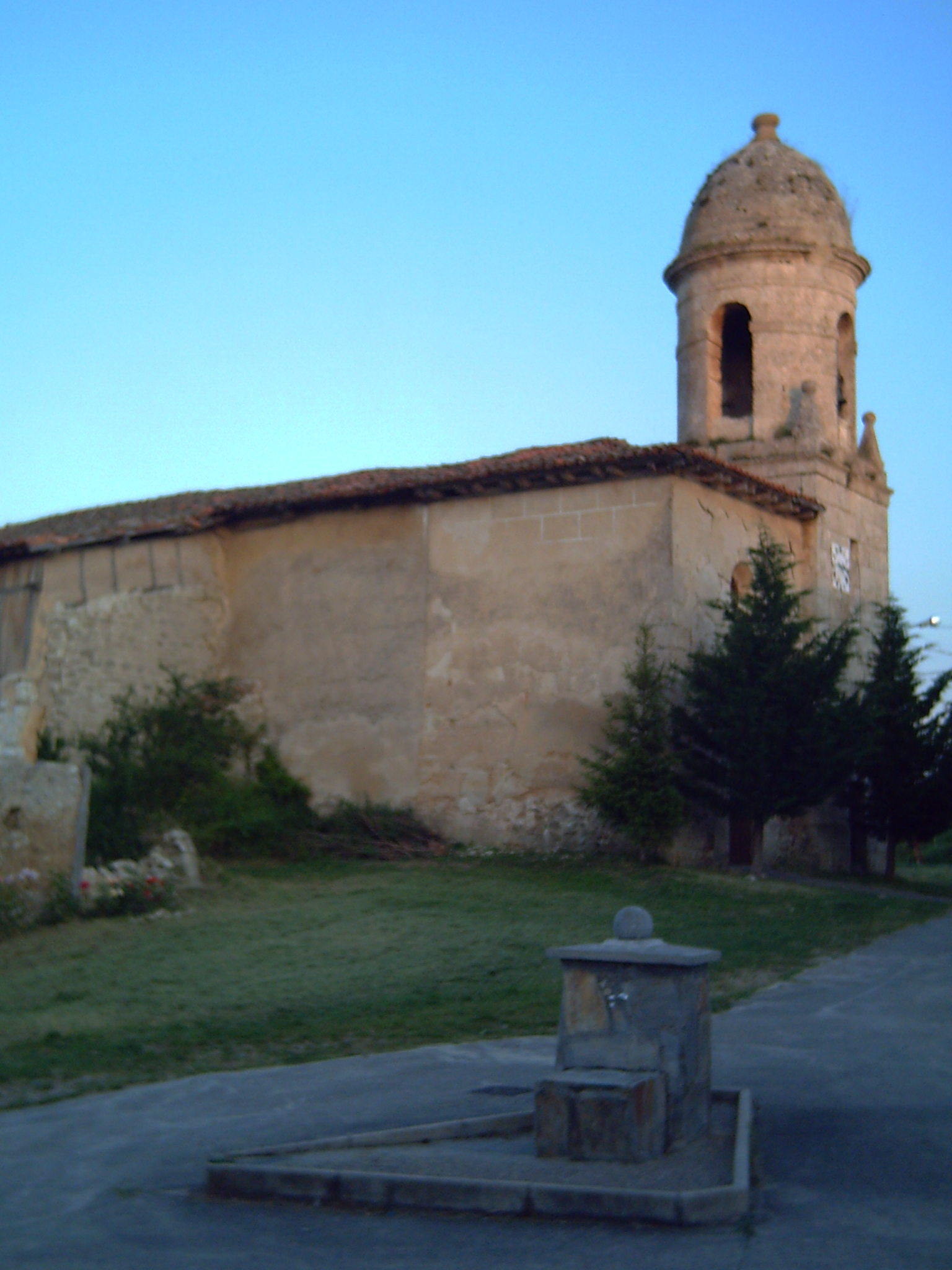
Kirche von Villalmondar
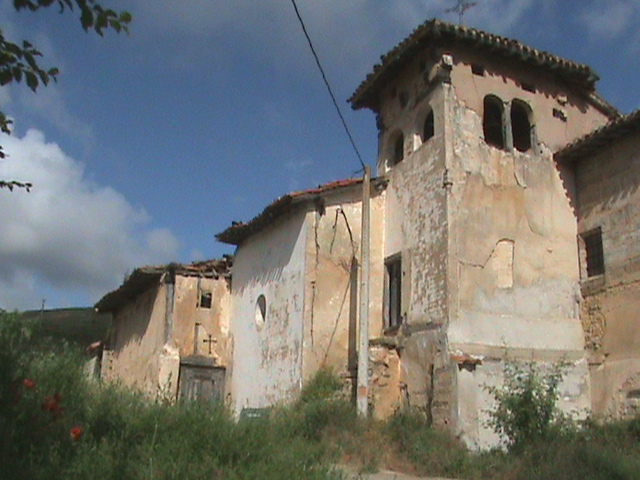
Thomaskirche in Villalbos
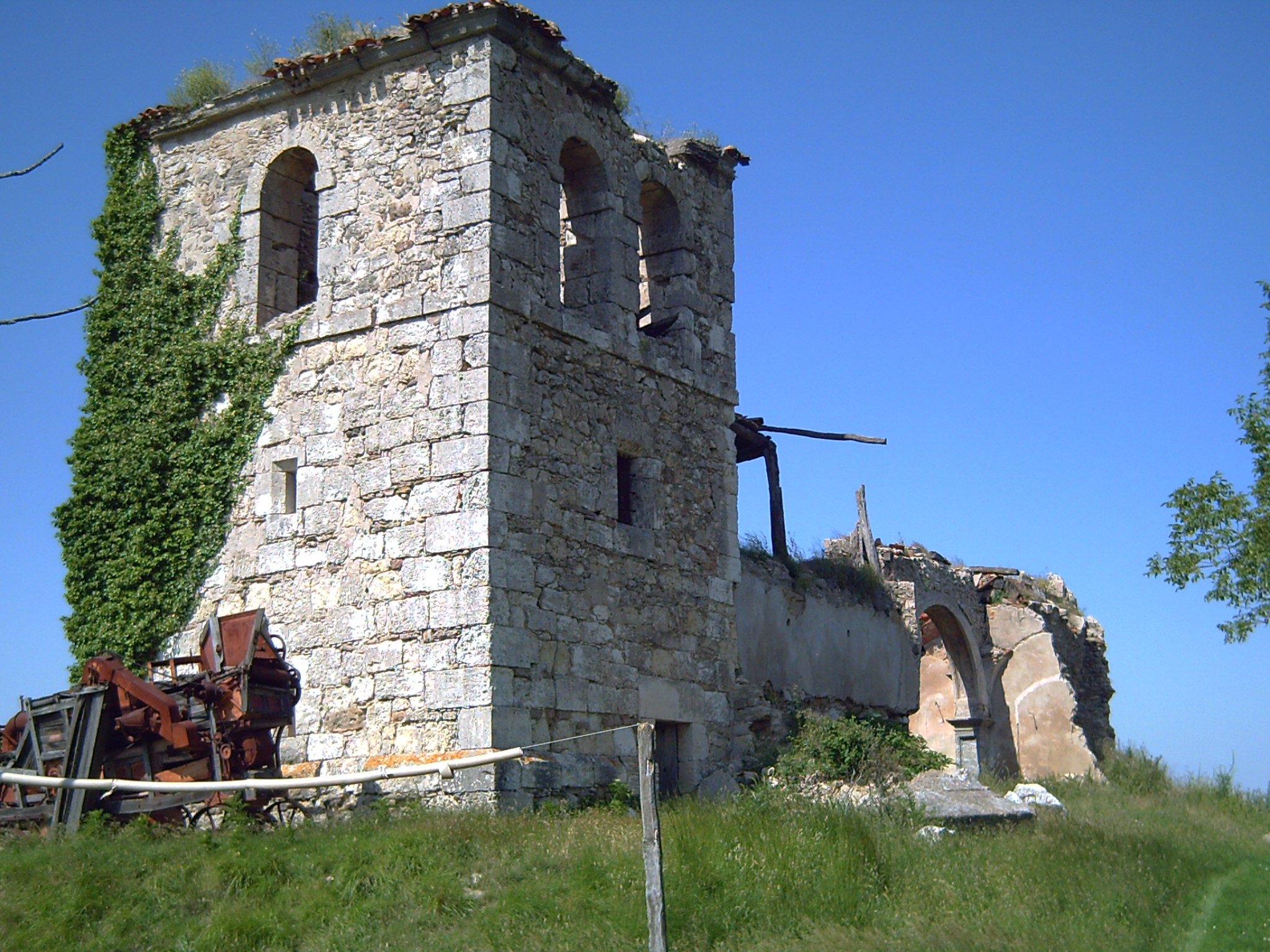
Kirchenruine von Mozoncillo de Oca